# Badge of Military Merit
Le Badge of Military Merit (Ordre du mérite militaire) est considéré comme étant la plus ancienne décoration militaire des forces armées américaines. C’est en fait la deuxième récompense à avoir été créée après la médaille du Fidelity Medallion. La Purple Heart est le successeur de cette décoration.

## Histoire
Le MIlitary Merit a été créé sur l'ordre de George Washington le 7 août 1782. Imaginé par Washington en forme de cœur pourpre, il récompensait les soldats ayant réalisé un acte très important au combat.